# Komorniki Głogowskie
Komorniki Głogowskie − zlikwidowana stacja kolejowa w Komornikach, w Polsce, w województwie dolnośląskim, w powiecie polkowickim, w gminie Polkowice. Stacja została otwarta w dniu 13 kwietnia 1900 roku razem z linią kolejową z Rudnej Gwizdanowa do Polkowic. Do 1969 roku był na niej prowadzony ruch osobowy i towarowy. W 1974 roku linia została zlikwidowana.